# Islands Brygge (metrostation)
Islands Brygge is een ondergronds metrostation in de Deense hoofdstad Kopenhagen dat op 19 oktober 2002 werd geopend.

## Geschiedenis
Na meerdere plannen voor uitbreiding van de stad op Amager kwam in 1989 een werkgroep met een uitgewerkt voorstel voor nieuwe woonwijken en bedrijfsterreinen, de Ørestad, aan de westzijde van Amager. In 1992 werd de Ørestadwet aangenomen waarin de Ørestadsselskabet werd belast met de uitvoering van het bouwproject op Amager en de aanleg van een OV-verbinding tussen de stad en de nieuwe wijken. Voor de OV-verbinding werd gekeken naar een tram, een sneltram en een mini-metro en na onderzoek viel de keuze van het bestuur van de Ørestadsselskabet in 1994 op een metro. Deze zogeheten Ørestadsbanen zou op Amager noord-zuid lopen over de westzijde van het eiland.  Het ontwerp van het metronet werd in 1995 gemaakt en in 1996 goedgekeurd. In het metroplan werd de lijn door het westen van Amager  aangeduid als metrolijn M1. In 1998 gingen de tunnelboormachines aan de slag en op 19 oktober 2002 opende Koningin Margrethe het eerste deel van de metro.     

## Ligging en inrichting
Het metrostation in het noordelijk deel van de wijk Ørestad op het eiland Amager  bevindt zich in onder de kruising van de Ørestads Boulevard en de Njalsgade, in de nabijheid van de letterenfaculteit van de Universiteit van Kopenhagen en het stadspark Havneparken. Ondergronds ligt het perron op geringe diepte in een kuip tussen de tunnelmond aan de zuidkant en de geboorde tunnels aan de noordkant. Het perron is aan beide uiteinden direct met vaste trappen verbonden met de straat, daarnaast is er een lift tussen stoep en perron in het noordelijke deel van het station. De tunnelmond ligt in een tunnelbak die versterkt is met sierlijke stempels boven de sporen. Onder de stempels ligt een kruiswissel, het spoor ligt daar op een helling die verder naar het zuiden overgaat in twee viaducten.
Vanløse  · Flintholm  · Lindevang · Fasanvej · Frederiksberg · Forum · Nørreport   · Kongens Nytorv · Christianshavn · Islands Brygge · DR Byen · Sundby · Bella Center · Ørestad  · Vestamager